# Ng See-yuen
Ng See-yuen est un réalisateur et producteur chinois né en 1944 à Shanghai. Il est surtout connu pour avoir réalisé le film Le Jeu de la mort 2.

## Filmographie

### Réalisateur
- 1976 : La Vie fantastique de Bruce Lee
- 1981 : Le Jeu de la mort 2
- 1985 : The Unwritten Law

### Producteur
- 1976 : Secret Rivals
- 1978 : Le Chinois se déchaîne
- 1978 : Le Maître chinois
- 1979 : The Butterfly Murders
- 1982 : Ninga in the Dragon's Den
- 1982 : Legend of Fighter
- 1985 : The Unwritten Law
- 1986 : Le Tigre rouge
- 1988 : Walk on Fire
- 1990 : All for the Winner
- 1992 : Double Dragon
- 1992 : Il était une fois en Chine
- 1997 : Les Sœurs Soong
- 2007 : Contract Lover
- 2008 : Legendary Assassin